# Saint-Germain-la-Campagne
 Saint-Germain-la-Campagne  là một xã của tỉnh Eure, thuộc vùng Normandie, miền bắc nước Pháp.